# 全北界

古北界

新北界

全北界，亦作全北區，是一個生物地理學的名詞，即古北界及新北界的合稱，即：整個歐洲、北迴歸線以北的非洲和阿拉伯、喜馬拉雅山脈和秦嶺以北的亞洲，以及格陵蘭、加拿大、美國、墨西哥高地、中美洲及部分加勒比海群島。
全北界的出現，反映了動物遷徙與地理環境的關係。當古北界和新北界的陸橋連結時，兩地的動物可作交流遷移。因此，從現時動物的分布，加上對古代氣候的研究，我們可以推算出這個物種出現的時間。